# Juan Martín Hernández
Juan Martín Hernández (* 7. srpna 1982, Buenos Aires) je bývalý argentinský ragbista, který hrál jako útoková spojka, popřípadě jako tříčtvrtka a zadák. V roce 2023 byl jmenován do Světové síně slávy rugby. S reprezentací Argentiny získal 3. místo na MS 2007. Ve stejném roce byl nominován na nejlepšího ragbistu světa. Před MS 2011 byl v nominaci na nejlepší útokovou spojku historie světových šampionátů. Za Argentinu odehrál 74 zápasů a připsal si 176 bodů. 
Magazín Midi Olympique ho zvolil nejlepším hráčem francouzské ligy v sezoně 2006/07 a 2007/08. Se Stade Francais vyhrál v roce 2004 a 2007 francouzskou ligu. S francouzským klubem Toulon vyhrál v roce 2015 Evropský pohár mistrů.
Jeho strýc byl součástí soupisky argentinské fotbalové reprezentace na MS 1982. Jeho sestra María de la Paz má jednu stříbrnou a dvě bronzovou medaile z olympiády plus jednu bronzovou medaili z mistrovství světa žen v pozemní hokeji.

## Klubová kariéra[5]
- 2003/04 – 2008/09 Stade Francais
- 2009/10 Natal Sharks
- 2010/11 – 2013/14 Racing 92
- 2014/15 Toulon
- 2016 – 2018 Jaguares